# ستايسي ديكسون
ستايسي أنجيلا ديكسون  (من مواليد 9 يناير 1971)  هي مهندسة ميكانيكية أمريكية ومسؤولة مخابرات، تشغل منصب نائب مدير المخابرات الوطنية في إدارة بايدن منذ 4 أغسطس 2021.